# ブリスベン空港
ブリスベン空港（ブリスベンくうこう、英: Brisbane Airport）は、オーストラリア・クイーンズランド州の州都ブリスベンにある空港。ブリスベン中心部の10km北東に立地している。

## 歴史
1925年にイーグルファーム競馬場の隣接地に草地の滑走路が建設されイーグルファーム飛行場と命名された。翌1926年にはカンタス航空が定期便を就航させた。1931年、州政府は12km程離れた所にアーチャーフィールド空港を開業させた。この空港の設備はイーグルファームより優れていたため、民間の航空会社が移動した。
太平洋戦争中、イーグルファーム飛行場にはフィリピンから撤退したダグラス・マッカーサーの米軍司令部が置かれ、大幅に拡張された。アーチャーフィールド空港はオーストラリア空軍が使用した。戦争が終わると、航空会社はイーグルファームに戻り運航を再開した。
1970年代になるとイーグルファームの空港施設では増加を続けるブリスベンの航空需要に対応できなくなったため、オーストラリア連邦政府主導のもと、イーグルファーム空港の北側に新空港が計画された。
建設地は海岸の湿地帯のため、モートン湾のクリブ島の砂を投下して地盤のかさ上げを行った。新空港は1988年に開業した。旧空港の跡地は物流センターとなり、新空港の緩衝地帯を兼ねているため、24時間の発着が許可されている。
2020年、新滑走路が完成した。

## 利用実績
2017年の旅客数は2320万人で、オーストラリアの空港では3位だった。旅客の行き先の上位は、国内線はシドニー、メルボルン、ケアンズ、国際線はオークランド (ニュージーランド)、シンガポール、ドバイだった。

## 就航都市
ブリスベン空港には旅客ターミナルが2つ、貨物ターミナルが1つある。

### 国内線ターミナル
| 航空会社                               | 就航地 |
| -------------------------------------- | --- |
| カンタス航空                           | シドニー、メルボルン、キャンベラ、アデレード、パース、ケアンズ、タウンズビル、ダーウィン、アリス・スプリングス、ホバート、ノーフォーク島、マッカイ、マウント・アイザ、ハミルトン島 [季節運航]: ブルーム、ポートヘッドランド                |
| カンタスリンク 運航は サンステート航空 | ケアンズ、ニューカッスル、オルベリー、ポートマッコリー、ウォガウォガ、バンダバーグ、ハービー・ベイ、ロングリーチ、ロックハンプトン、バーカルディン、ブラックオール、エメラルド、グラッドストーン、マイルズ、モランバ、プロサーパイン       |
| ジェットスター航空                     | シドニー、メルボルン、キャンベラ、アデレード、パース、ダーウィン、ケアンズ、タウンズビル、ニューカッソル、マッカイ、プロサーパイン、ホバート、ローンセストン                                                                               |
| ヴァージン・オーストラリア             | シドニー、メルボルン、キャンベラ、アデレード、パース、ケアンズ、タウンズビル、ダーウィン、ホバート、ローンセストン、ニューカッスル、マッカイ、マウントアイサ、ハミルトン島、プロサーパイン、ロックハンプトン、エメラルド、グラッドストーン |
| アライアンス航空                       | ウェイパ、モランバ |
| リージョナルエキスプレス航空           | シドニー、メルボルン、アデレード、ケアンズ、マウントアイザ、トゥーンバ、チャールヴィル、ローマ、セント・ジョージ、カナマラ、サーゴミンダー、クイルピー、ウィンドラー、バーズビル、ベドーリー、ブーリア                                     |
| リンク・エアウェイズ                   | バンダバーグ、アーミデイル、コフスハーバー、ウロンゴン、ビロエラ/サンゴール、アーミデイル、ダッボー、オレンジ、インヴェレル、ナラブリ、タムワース                                                                                          |

### 国際線ターミナル
| 航空会社                     | 目的地 |
| ---------------------------- | --- |
| カンタス航空                 | アジア: 東京/成田、 シンガポール 北米: ロサンゼルス オセアニア: オークランド、クライストチャーチ、クイーンズタウン、ウェリントン、ポートモレスビー、アピア、ホニアラ、ヌメア |
| ジェットスター航空           | オークランド、東京/成田、大阪/関西、ソウル/仁川、バリ/デンパサール、セブ(2025年12月3日より運航開始予定)、ラロトンガ(2026年5月18日より就航予定)                               |
| ヴァージン・オーストラリア   | オセアニア: クイーンズタウン、アピア、ナンディ、ポートビラ アジア: デンパサール/バリ                                                                                         |
| ニュージーランド航空         | オークランド、クライストチャーチ、ウェリントン |
| フィジー・エアウェイズ       | ナンディ |
| ニューギニア航空             | ポートモレスビー、コロール（ポートモレスビー経由) |
| ソロモン航空                 | ホニアラ、ムンダ |
| バヌアツ航空                 | ルーガンビル、ポートビラ |
| エアカラン                   | ヌメア |
| ナウル航空                   | ナウル |
| 大韓航空                     | ソウル/仁川 |
| キャセイパシフィック航空     | 香港 |
| チャイナエアライン           | オークランド、台北/桃園 |
| エバー航空                   | 台北/桃園 |
| 中国東方航空                 | 上海/浦東 |
| 中国南方航空                 | 広州 |
| ベトジェットエア             | ホーチミンシティ |
| フィリピン航空               | マニラ |
| バティック・エア・マレーシア | クアラルンプール（デンパサール経由）、デンパサール |
| シンガポール航空             | シンガポール |
| エミレーツ航空               | ドバイ |
| カタール航空                 | ドーハ |
| エア・カナダ                 | バンクーバー |
| ユナイテッド航空             | ロサンゼルス、サンフランシスコ |

### 貨物ターミナル
| 航空会社                                 | 目的地                                             |
| ---------------------------------------- | -------------------------------------------------- |
| オーストラリアン・エア・エクスプレス     | ケアンズ、メルボルン、タウンスビル                 |
| パシフィック・エア・エクスプレス         | ホニアラ、ナウル、ポートビラ                       |
| ペル航空                                 | マッカイ、ロックハンプトン、シドニー               |
| トール航空 運航は ジェット・クラフト航空 | アデレード、ゴールドコースト、メルボルン、シドニー |
| トール・プライオリティー                 | メルボルン、パース、シドニー                       |

### 旅客便就航都市一覧
オーストラリア国内
- アデレード、ブリスベン、ダーウィン、ゴールドコースト、メルボルン、パース、シドニー、タウンズビル、アリススプリングス、エアーズロックなど57都市
-  ノーフォーク島

メラネシア
-  パプアニューギニア : ポートモレスビー
-  ソロモン諸島 : ホニアラ、ムンダ
-  バヌアツ : ポートビラ、ルーガンビル
-  ニューカレドニア : ヌメア
-  フィジー : ナンディ

ポリネシア
-  ニュージーランド : オークランド、クライストチャーチ、クイーンズタウン、ウェリントン
-  サモア : アピア

ミクロネシア
-  パラオ : コロール
-  ナウル

東アジア
-  日本 :東京/成田、大阪/関西
-  台湾 : 台北/桃園
-  大韓民国 : ソウル/仁川
-  中華人民共和国 : 広州、上海/浦東
-  香港

東南アジア
-  フィリピン : マニラ、セブ(2025年12月3日より運航開始予定)
-  ベトナム : ホーチミンシティ
-  マレーシア : クアラルンプール
-  シンガポール
-  インドネシア : デンパサール

西アジア
-  アラブ首長国連邦 : ドバイ
-  カタール : ドーハ

北アメリカ
-  アメリカ合衆国 : ロサンゼルス、サンフランシスコ
-  カナダ : バンクーバー

## 過去に就航していた航空会社
- ブリンダベラ航空 (Brindabella Airlines)
  - マックエアー航空 (MacAir Airlines)
  - ヴァージン・ブルー (Virgin Blue)
  - ノーフォーク航空 (Norfolk Air)
  - パシフィック・ブルー (Pacific Blue)
  - スカイエアワルド (SkyAirWorld)
  - ヘビーリフト(Heavylift)
  - エアロペリカン航空 (Aeropelican Air Services)
- エアラインズ・パプア・ニューギニア (Airlines PNG)
- ガルーダ・インドネシア航空
- マレーシア航空
- ロイヤルブルネイ航空
- タイ国際航空
- 日本航空
- 全日本空輸
- 中国国際航空
- 海南航空 [10]
- ハワイアン航空
- ヴァージン・サモア

## 日本への路線
2024年2月現在、カンタス航空が東京/成田線を、ジェットスター航空が東京/成田線と大阪/関西線をそれぞれ運航している。
過去には、日本航空（日本航空の子会社・JALウェイズの機材・乗務員による運航）による成田国際空港行きノンストップ便が毎日運航していたが、2010年10月1日を最後に運航停止した。その結果、日本とブリスベンを結ぶノンストップ直行便の運航はなくなった。
その後2015年8月1日よりカンタス航空が成田国際空港へのデイリー便の運航を開始し、4年10ヶ月ぶりに日本路線が復活したが、新型コロナウイルス感染症の影響により運休。その後2022年12月1日に東京/羽田線の就航に伴い、成田国際空港から一時的に撤退したが、2023年11月26日より羽田から再び移管され、成田線が復活した。
ジェットスター航空は2023年10月29日から成田線に週5往復で就航し、同年12月3日には毎日運行に増便した。また、2024年2月2日からは大阪/関西線の運航を週4往復で再開した。

## アクセス

### 鉄道

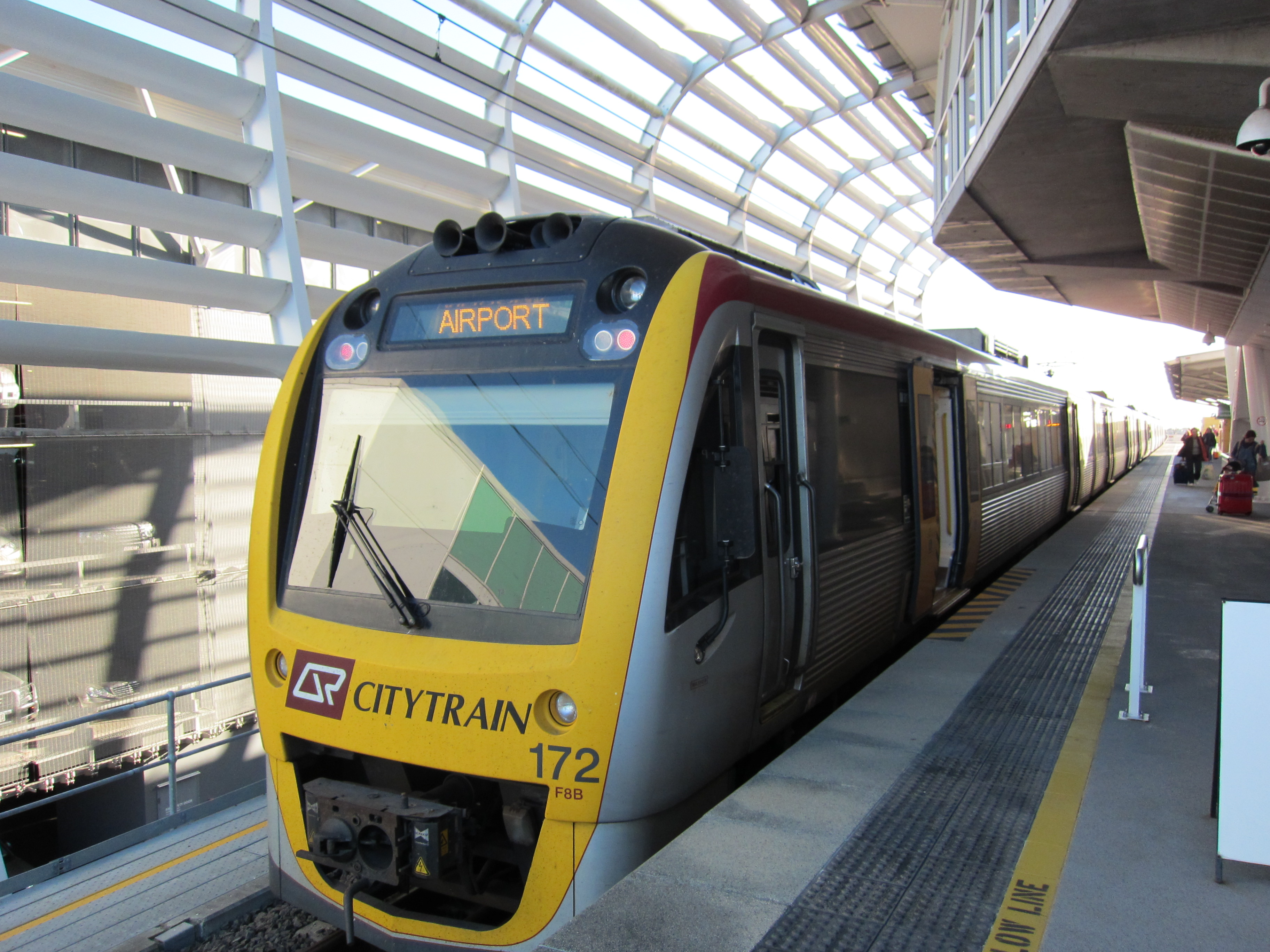
エアトレイン

- エアトレイン（シティートレイン#エアポート線直通）
  - 国際線ターミナル駅: ブリスベンセントラル駅まで約19分。
  - 国内線ターミナル駅: ブリスベンセントラル駅まで約23分。

### 自動車
- バス：ローマストリート駅・市内の各ホテルより、コーチトランスが運行。大人片道9ドル。
- 車：ブリスベン市内から、キングスフォードスミス通り・ゲートウェイ高速道路などを経由して片道20分程度。
- タクシー：ブリスベン市内から空港まで片道30 - 40ドル。